# Goltoft
Goltoft est une commune de l'arrondissement de Schleswig-Flensbourg, Land de Schleswig-Holstein.

## Géographie
La commune se situe sur la Schlei.
Elle regroupe les quartiers de Hellör et Norderfeld.

## Histoire
La première mention du village date de 1386. Son nom vient du danois "place de la cité (toft)" dans un "terrain aride (gold)".
Il y avait autrefois une église sur une hauteur.

## Personnalités liées à la commune
- Wilfried Erdmann (de) (1940-), navigateur et écrivain.

## Source, notes et références
1. ↑  Wolfgang Laur: Historisches Ortsnamenlexikon von Schleswig-Holstein, Neumünster 1992.

- (de) Cet article est partiellement ou en totalité issu de l’article de Wikipédia en allemand intitulé « Goltoft » (voir la liste des auteurs).